# Kajsa Bergström
Kajsa Magdalena Bergström , född 3 januari 1981 i Sveg, är en svensk curlingspelare. Hon var reserv i Anette Norbergs lag när de tog guld under OS 2010 i Vancouver.
Hon är yngre syster till curlingspelaren Anna Le Moine.